# Aquadeus
Aquadeus es una marca española de agua mineral embotellada. Procede del manantial albaceteño Fuente Arquillo, situado en la Sierra de Alcaraz. Forma parte del holding Grupo Fuertes.
El agua, disponible en toda España, se exporta a países como China, Emiratos Árabes Unidos, Kuwait o Marruecos. En 2017 fue calificada como la mejor del país, junto a otras tres, por la Organización de Consumidores y Usuarios (OCU).